# Noctarium

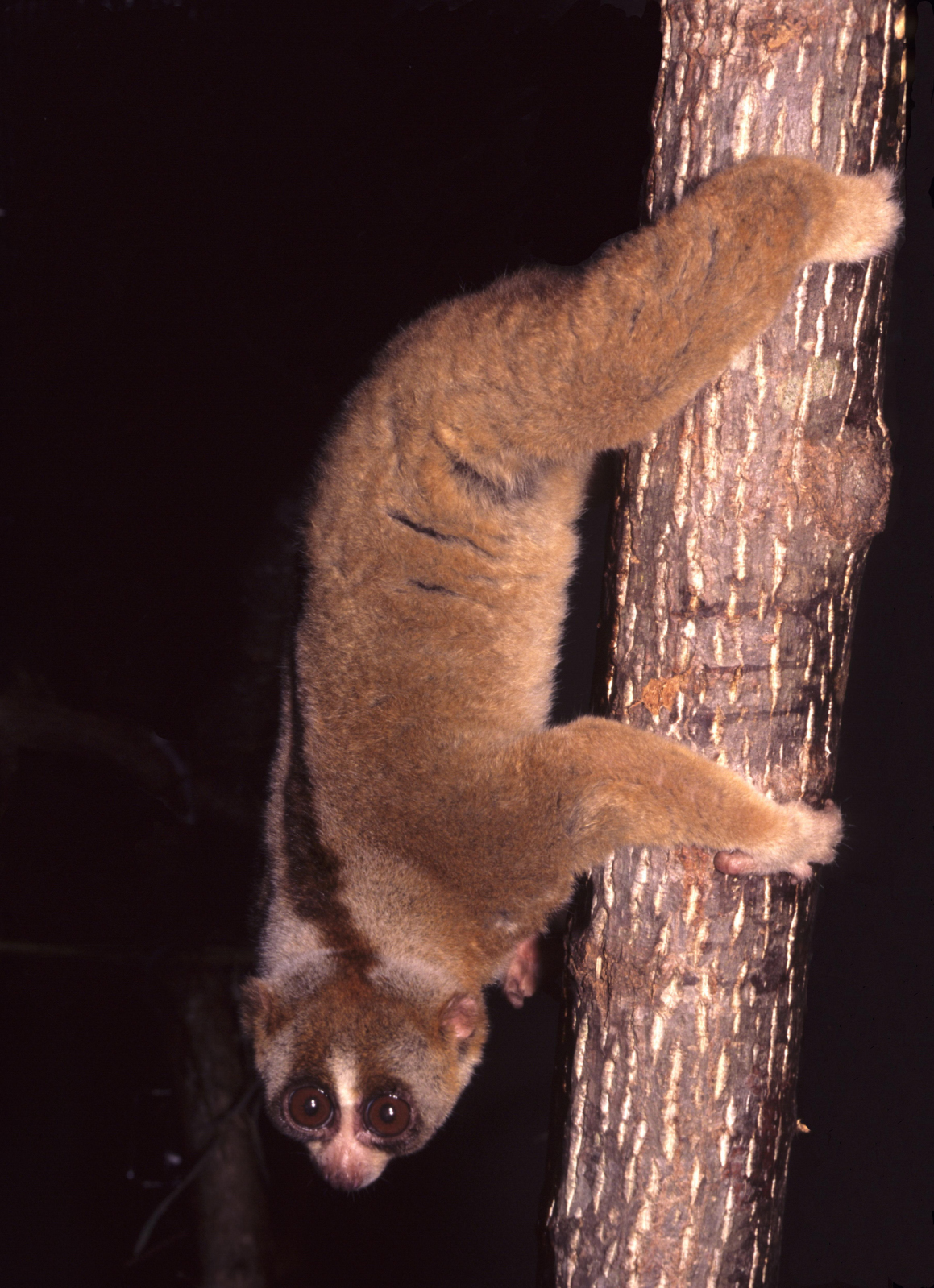
Die nachtaktiven Zwergplumploris leben unter anderem im Gondwanaland im Zoo Leipzig. Dort geborene Jungtiere werden für Auswilderungsprogramme an Nationalparks abgegeben.

Ein Noctarium, allgemeinsprachlich auch als Nachttierhaus bezeichnet, ist eine zoologische Einrichtung, in der nachtaktive Tiere bei Dämmerlicht gehalten werden und beobachtet werden können. Dies ist entweder möglich, indem hellere und dunklere Tagesphasen durch angemessene Beleuchtung vertauscht werden, oder indem dort wie in einer natürlichen Höhle immer eine künstliche Nacht herrscht.
In Deutschland eröffnete Anfang März 2006 ein sogenanntes Noctarium für die Beobachtung von Fledermäusen im Noctalis in Bad Segeberg. In der Zitadelle von Besançon (Frankreich) befindet sich ein Noctarium, in welchem verschiedene Arten von nachtaktiven Nagetieren zu sehen sind.
Das größte seiner Art ist das Grzimek-Haus in Frankfurt am Main. Die erste Nachttierabteilung Europas wurde 1962 in der Wilhelma eröffnet, sie wurde 2014 geschlossen.

## Nachttierhäuser in Zoos

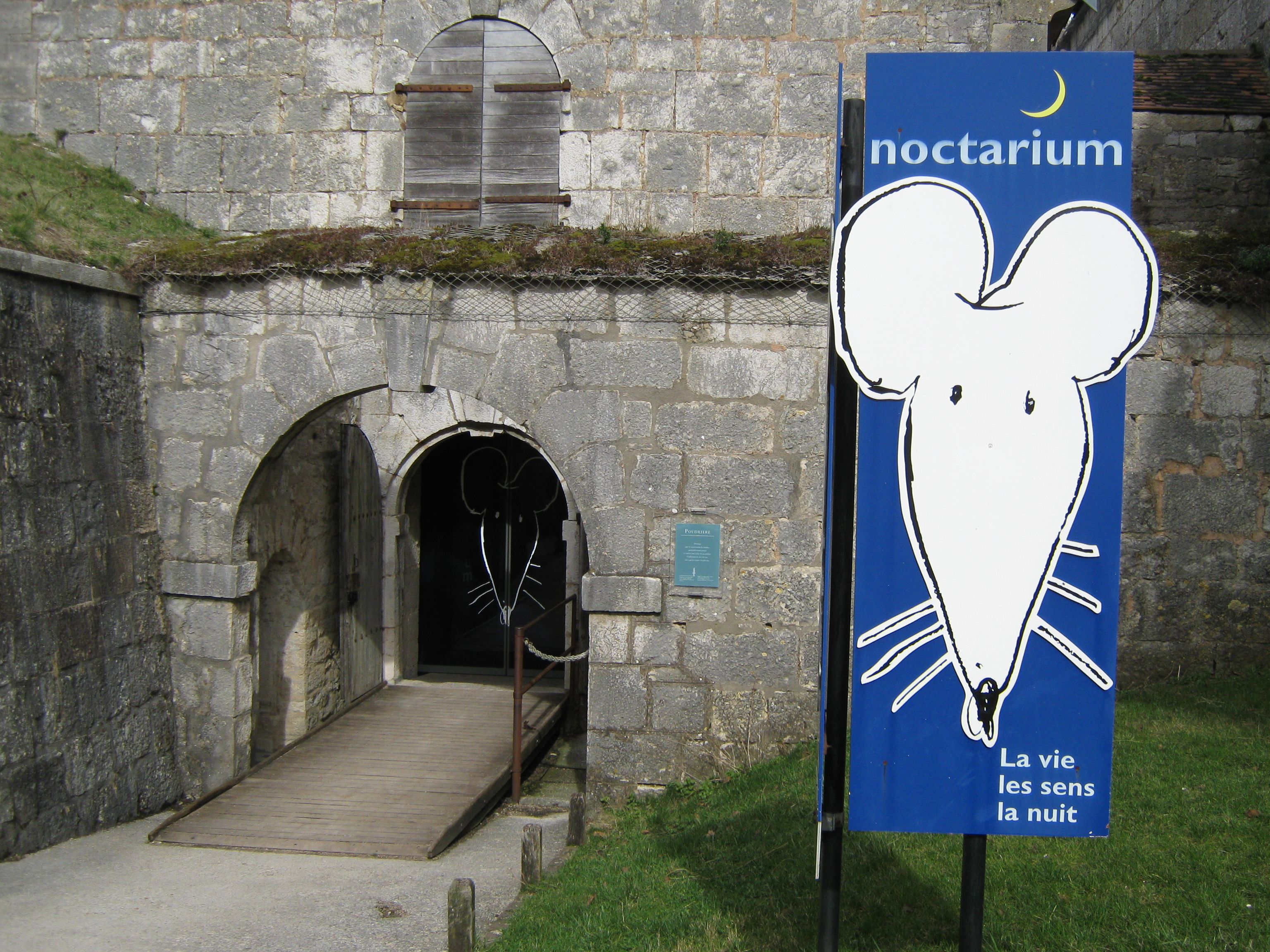
Das Noctarium im Muséum auf der Zitadelle von Besançon zeigt in Mitteleuropa heimische nachtaktive Kleintiere

### Deutschland
- Zoologischer Garten Berlin: Nachttierhaus
- Zoo Leipzig: Nachttierabteilung im Gondwanaland
- Zoo Frankfurt: Grzimek-Haus[3]
- Zoo Saarbrücken: Nachttierhaus
- Noctalis – Welt der Fledermäuse: Noctarium, Bad Segeberg
- Tierpark Hellabrunn, München: Villa Dracula bzw. Fledermausgrotte. In einem Teil des sogenannten Horten-Hauses bestand seit 1992 eine künstliche Höhle, in der frei fliegende Brillenblattnasen gehalten wurden. Die Anlage wurde 2013 letztmals umgestaltet[4] und 2020 dauerhaft geschlossen.[5]

### Europa

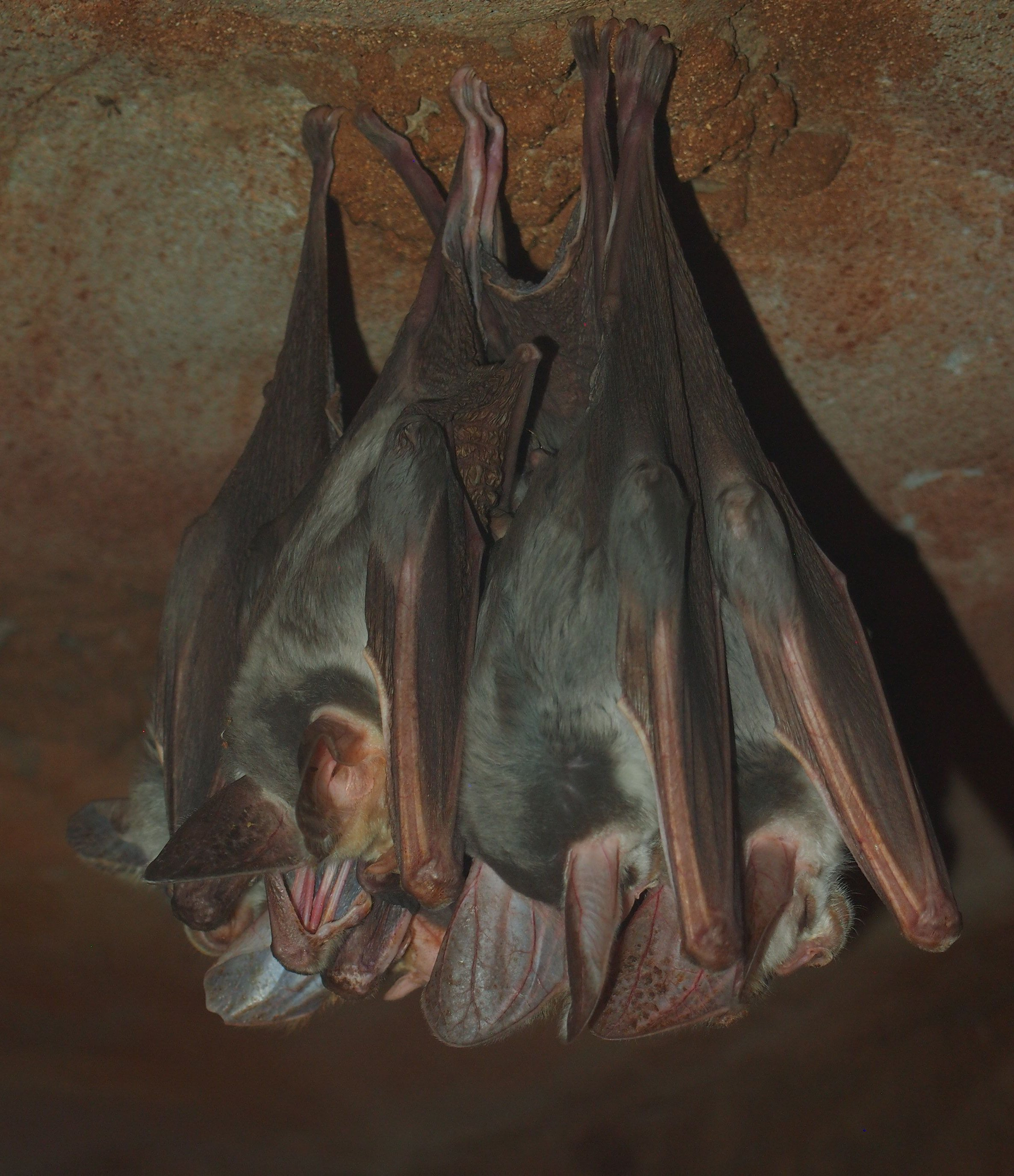
Australische Gespenstfledermäuse im Nocturnal House des Alice Springs Desert Park in Australien

- Noctarium von Besançon, Frankreich[6]
- Zoo Antwerpen: Nocturama (Nachtdieren) Belgien[7]
- Papiliorama: Nocturama, Kanton Freiburg, Schweiz[8]
- Chester Zoo: Twilight Zone, Cheshire, England[9]

### Nordamerika
- Bronx Zoo, New York City, USA
- Calgary Zoo, Alberta, Kanada

### Australien
- Alice Springs Desert Park: Nocturnal House, Australien[10]